# François Le Lionnais
François Le Lionnais (* 3. Oktober 1901 in Paris; † 13. März 1984 in Boulogne-Billancourt) war ein französischer Schriftsteller, Wissenschaftsjournalist und Verleger. Er veröffentlichte unter anderem populärwissenschaftliche Bücher über Mathematik und über Schach.

## Leben
Le Lionnais war zunächst Chemieingenieur, veröffentlichte aber schon in den 1930er Jahren Bücher über Schach. Im Zweiten Weltkrieg war er ab 1942 in Lyon in der Résistance (Netz Marco Polo), wurde verhaftet und gefoltert und wurde ab April 1944 ins Lager Dora im Harz deportiert, wo die Gefangenen an der V2 arbeiten mussten. Im Lager richtete er eine Lageruniversität (École Supérieure de Guerre) ein. Kurz vor Ende des Krieges gelang ihm die Flucht.
Nach dem Krieg arbeitete er in Frankreich an führender Stelle in der Popularisation der Wissenschaften. Er wurde Anfang der 1950er Jahre Leiter der Abteilung Unterricht und Verbreitung der Wissenschaften (Enseignement et Diffusion des Sciences) bei der UNESCO in Paris (deren Preis Prix Kalinga für Popularisierung der Wissenschaften er 1952 mit Jacques Bergier schuf) und gründete mit Louis de Broglie und seinem engen Freund Jacques Bergier die Vereinigung von Wissenschaftsautoren in Frankreich (Association des Écrivains Scientifiques de France), deren erster Präsident er war. Er war im Komitee der Académie des sciences für Wissenschaftssprache und im Komitee für die Wiederherstellung von Kunstwerken in den nationalen französischen Museen.
In den 1960er Jahren hatte er eine regelmäßige populärwissenschaftliche Sendung (La science en marche) im Radio bei France Culture und war im Wissenschaftskomitee von Office de Radiodiffusion Télévision Française (ORTF). Le Lionnais hatte auch Verbindungen zu vielen Künstlern, Literaten und Musikern. Er verkehrte in seinen Anfangsjahren in Surrealistenkreisen (er stand der Dada-Bewegung nahe und war mit Max Jacob bekannt) und war später Mitglied der Pataphysiker. Mit Raymond Queneau gründete er 1960 die Oulipo (OuLiPo, Ouvroir de Littérature Potentielle), die eine neue Art von Literatur auf den verschiedensten Gebieten verlegen wollten. Dort veröffentlichten unter anderem der Graphentheoretiker Claude Berge, Italo Calvino, Georges Perec, Jacques Roubaud. Le Lionnais war der Präsident von Oulipo bis zu seinem Tod.
Zu seinen Veröffentlichungen über Mathematik gehören ein Buch über bemerkenswerte Zahlen, ein Mathematiklexikon (das insbesondere Verbindungen zu anderen kulturellen Bereichen aufzeigt) und der Sammelband Die großen Strömungen der Mathematik von 1948, in der auch führende Bourbakisten (André Weil, Jean Dieudonné) ihre damals neuartige strukturelle Auffassung der Mathematik darlegten, neben anderen bekannten Mathematikern wie Paul Montel, Georges Valiron, Élie Cartan und Autoren wie dem Architekten Le Corbusier und Raymond Queneau.
Er besaß eine Privatbibliothek von über 30.000 Bänden.
Le Lionnais erhielt das Croix de guerre mit Palmen, die Médaille de la Résistance mit Rosette und war Kommandeur der Ehrenlegion.

## Schriften
Populärwissenschaftliche Bücher:
- La Science en marche, 2 Bände, Les Yeux Ouverts, 1962 (nach seinen Radiosendungen):
  - Band 1 La Prévision du temps (mit J. Bessemoulin, R. Clausse, l. Facy, A. Viaut)
  - Band 2 L'Éclairagisme: lumière et couleur (mit Mme Jonckeere, Maurice Déribéré, Y. Le Grand, J. Maisonneuve)
- Herausgeber und Mitautor Cinquante années de découvertes, bilan 1900 - 1950, Seuil 1950.

Mathematik:
- Les Nombres remarquables, Hermann 1983.
- Herausgeber Les Grands Courants de la pensée mathématique, Cahiers du Sud. 1948, Reprint Hermann 2007
- mit A. Bouvier, M. George Dictionnaire des Mathématiques, PUF 1979
- Übersetzer mit Francine Béris (Pseudonym von Francine Bloch) von Edward Kasner, James Newman (Herausgeber) Les Mathématiques et l'Imagination, Paris, Payot, 1950 (Original Mathematics and the imagination).

Literatur
- LiPo (1. Manifeste de l’OuLiPo), Gallimard 1963
- 2. Manifeste de l’Oulipo, Gallimard 1973
- 3. Manifeste de l’Oulipo, Bibliothèque Oulipienne n°30.
- Un Certain Disparate, Bibliothèque Oulipienne n°85, vollständig durch Oulipo 2011 veröffentlicht
- Lewis Carroll précurseur de l’OU.LI.PO, Éd. Henri Veyrier, 1978

Malerei:
- Magnelli, Galerie de France, 1960.
- La Peinture à Dora, L’Échoppe, 1999 (im KZ Dora angefertigte Bilder, zuerst 1946 veröffentlicht).
  - Leonardo in Dora. Aus dem Amerikanischen von Jürgen Ritte. Diaphanes, Zürich 2018, ISBN 978-3-0358-0042-5.

Bücher über Schach:
- L'Ouverture française 1 e4-e6, Éditions des Cahiers de l'Échiquier Français, 1935
- Le Jardin des échecs, Éditions des Cahiers de l'Échiquier Français, 1936.
- Les Prix de beauté aux échecs, Payot, 1939, 2. Auflage 1951, 3. Auflage, 2002
- Le Jeu d'échecs, Reihe Que Sais-je, PUF, 1957, 1974.
- mit Ernst Paget Dictionnaire des échecs, PUF1967; deuxième édition en 1974
- Tempête sur l’échiquier, Belin, 1981
- Marcel Duchamp joueur d’échecs, L’Échoppe, 1997

Sonst:
- Le Temps, Éd. Robert Delpire, 1959